# Tony Gustavsson
Tony Gustavsson, ofta kallad Tony Tiger, född 14 augusti 1973 i Sundsvall, är en svensk expertkommentator, fotbollstränare och före detta fotbollsspelare. Gustavsson är den förste av Sveriges alla elittränare att ha en akademisk fotbollstränarutbildning. Han har tagit examen (80 poäng) vid Örebro universitet.

## Karriär
Under sin spelarkarriär var han mest känd för sina voltinkast. Han har bland annat representerat IFK Sundsvall, IK Brage och Ytterhogdal. I den senare klubben var Gustavsson spelande tränare. År 2004 hjälpte Gustavsson, (som då var andratränare bakom Dave Mosson) Degerfors IF att avancera till Superettan. År 2005 tog han över huvudansvaret för laget, och lyckades med målsättningen att inte ramla ner i division två. År 2006 slutade Degerfors på en elfteplats. 
När Gustavsson fick arbetet som tränare för Degerfors var han på grund av sin brist på rutin väldigt ifrågasatt, men svarade då:
"Jag har alltid brunnit för att arbeta med människor. Jag har alltid brunnit för fotboll. Som fotbollstränare har jag förmånen att få kombinera dessa två intressen! Jag har inte tagit detta jobb för att bli älskad utan för att jag älskar detta jobb!"
Den 27 oktober 2006 presenterades Gustavsson som ny tränare för Stockholmsklubben Hammarby IF. Gustavsson efterträdde Anders Linderoth som huvudtränare den 6 november. Kontraktet med Hammarby IF sträckte sig tre år med en option på ytterligare två år. Gustavsson var aktuell för klubben redan 1997 som spelare då han provspelade men blev utan kontrakt. Gustavsson lyckades ta Hammarby IF till Uefacupen genom att ta sig vidare från Intertotocupen 2007. Gustavsson ersattes av Thom Åhlund den 31 augusti 2009 efter dåliga sportsliga resultat. 
27 april 2010 övertog han som tränare för Kongsvinger i norska elitserien.
Tony Gustafsson var expertkommentator på SVT under VM i fotboll 2010 i Sydafrika.
2012 var han assisterande tränare till förbundskapten Pia Sundhage för USA:s damlandslag i OS där de vann guld. I augusti 2012 blev han huvudtränare för Tyresö FF:s damlag men sedan de gick i konkurs 2012 har han fått uppdraget att bli assisterande tränare i USA:s damlandslag jämte huvudtränare Jill Ellis.
Den 2 september 2019 blev Gustavsson utsedd till ny huvudtränare i GIF Sundsvall. Den 2 november 2019 blev GIF Sundsvall nedflyttade till Superettan och samma dag lämnade Gustavsson klubben. Sedan september 2020 har Gustavsson varit förbundskapten för Australiens damlandslag i fotboll. Hösten 2025 tillträder Tony Gustavsson som förbundskapten för Sveriges damlandslag. 

## Tränaruppdrag
- Ytterhogdals IK (herrar, 2000–2003)
- Degerfors IF (herrar, assisterande, 2004)
- Degerfors IF (herrar, 2005)
- Hammarby IF (herrar, 2006–2009)
- Kongsvinger IL (herrar, 2010)
- USA (damer, assisterande, 2012)
- Tyresö FF (damer, 2012–2014)
- USA (damer, assisterande, 2014–2019)
- GIF Sundsvall (herrar, 2019)
- Hammarby IF (herrar, assisterande, 2020)
- Australien (damer, 2020–2024)